# Alaili Dadda (distrikt)

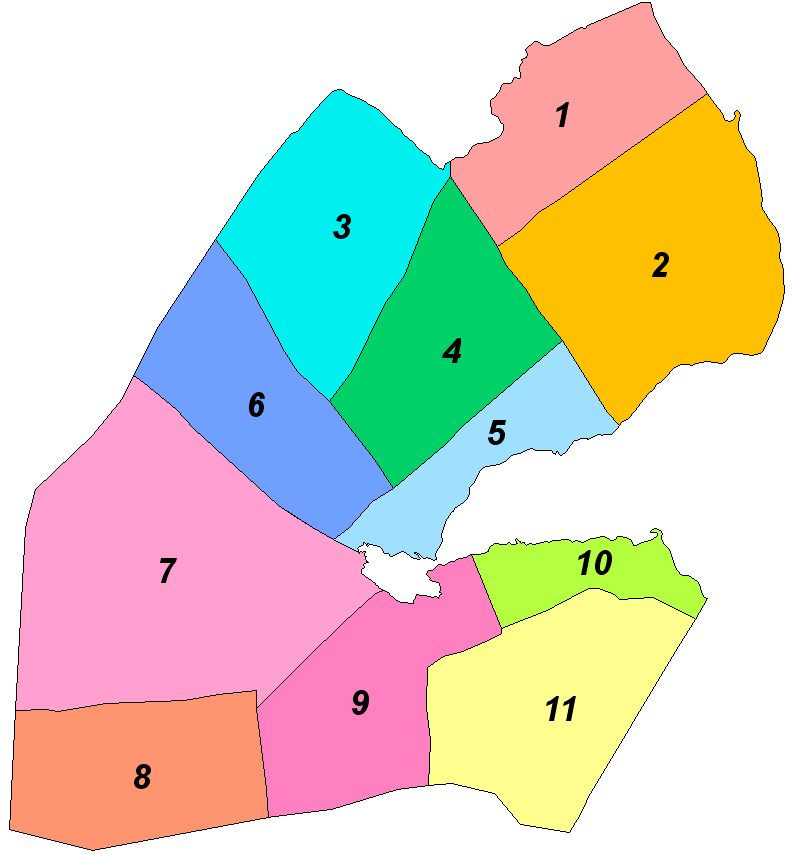
Djiboutis distrikt.
1=Alaili Dadda

Alaili Dadda är ett av Djiboutis elva distrikt. Distriktet ligger i regionen Obock. Det gränsar i sydväst till distrikten Dorra och Randa och i sydöst till distriktet Obock. I nordväst gränsar Alaili Daddas distrikt mot Eritrea och i nordöst finns kust mot Röda havet.

## Orter (urval)
- Alaili Dadda